# Dettmer Group
Die Dettmer Group mit dem Stammsitz in Bremen ist ein 1947 gegründetes und international tätiges Familienunternehmen.
Zur Dettmer Group gehören etwa 40 Unternehmen aus verschiedenen Branchen. Die Dettmer Group beschäftigt rund 1200 Mitarbeiter.
Zum Unternehmen gehören eine Reederei, Luftfrachtzentren an den Flughäfen Frankfurt, München und Hamburg, ein Tanklager, eine Kerosinpipeline zum Flughafen Frankfurt, Recycling-Aufbereitungszentren in Nürnberg und Duisburg, die Kunststoffverarbeitungsfirma Purus Plastics, Containerpackbetriebe in Bremen, Duisburg und Hamburg, der Schienentransport auf Güterzügen von flüssigen Gefahrstoffen durch Dettmer Rail, die Seeschifffahrtsabfertigung über das Schiffskontor Detra, die Spezialtransportfirma LS Cargo sowie das Perishable Center, Europas größtes Frachtumschlagzentrum für verderbliche Güter am Flughafen Frankfurt. Zum Unternehmen gehört die Hotelanlage Robinson Club Fleesensee in Mecklenburg-Vorpommern.
Hauptsitz des Unternehmens ist das Dettmer-Haus in der Bremer Innenstadt an der Weser.

## Geschichte
Die Dettmer Group entstand 1947 durch die Gründung der heutigen B. Dettmer Reederei in Bremen durch Bernhard Dettmer. Bereits drei Jahre später baute die Reederei die ersten eigenen Binnenschiffe Jaguar, Kugar, Panther und Leopard. 1961 kamen Tankschiffe hinzu und damit der Beginn der Tankschifffahrt des Unternehmens auf dem Rhein. 1963 startete die Dettmer Reederei die Tankschifffahrt auf der Elbe und eröffnete eine Niederlassung in Hamburg. Dettmer betrieb zudem von 1950 bis 1975 die W. Dettmer & Co. Kaffeerösterei; dazu gehörten eine hauseigene Verleserei, Kaffeerösterei und einen Kaffeeversandhandel. 1966 wurde die LUG Air Cargo gegründet, Betreiber von Luftfrachtumschlagzentren an den Flughäfen Frankfurt am Main, München und Hamburg. Im Jahr 1984 startete die Containerabfertigung Dettmer Container Packing, 1990 kam ein 85.000 Quadratmeter großes Logistikzentrum in Bremen hinzu. Seit 2010 repariert Dettmer auch Container. 1994 gründete die Dettmer Group den Tanklagerbetreiber MUT in Magdeburg, wo flüssige Mineralöl- und Chemieprodukte umgeschlagen und gelagert werden. 1995 startete das Unternehmen mit dem Aufbau eines Aufbereitungszentrums für Spezialabfälle in Nürnberg. 1999 kam ein Cargocenter in Bremen hinzu. Seit 2006 betreibt die Dettmer Group die „Mainline“, über die der Frankfurter Flughafen mit Kerosin versorgt wird. Bis 2009 gehörte zur Dettmer Group auch die Kreuzfahrtschiffreederei Transocean Tours, die etwa die Kreuzfahrtschiffe Astor oder Gripsholm betrieb.
Neben Heiner Dettmer wurde Julia Dettmer im Jahr 2012 ebenfalls Gesellschafterin der Dettmer Group. Sie ist Vorsitzende des Verbandes „Die jungen Unternehmer“ in Hamburg und war Mitglied in dessen Bundesvorstand.

## Unternehmen

### Schifffahrt

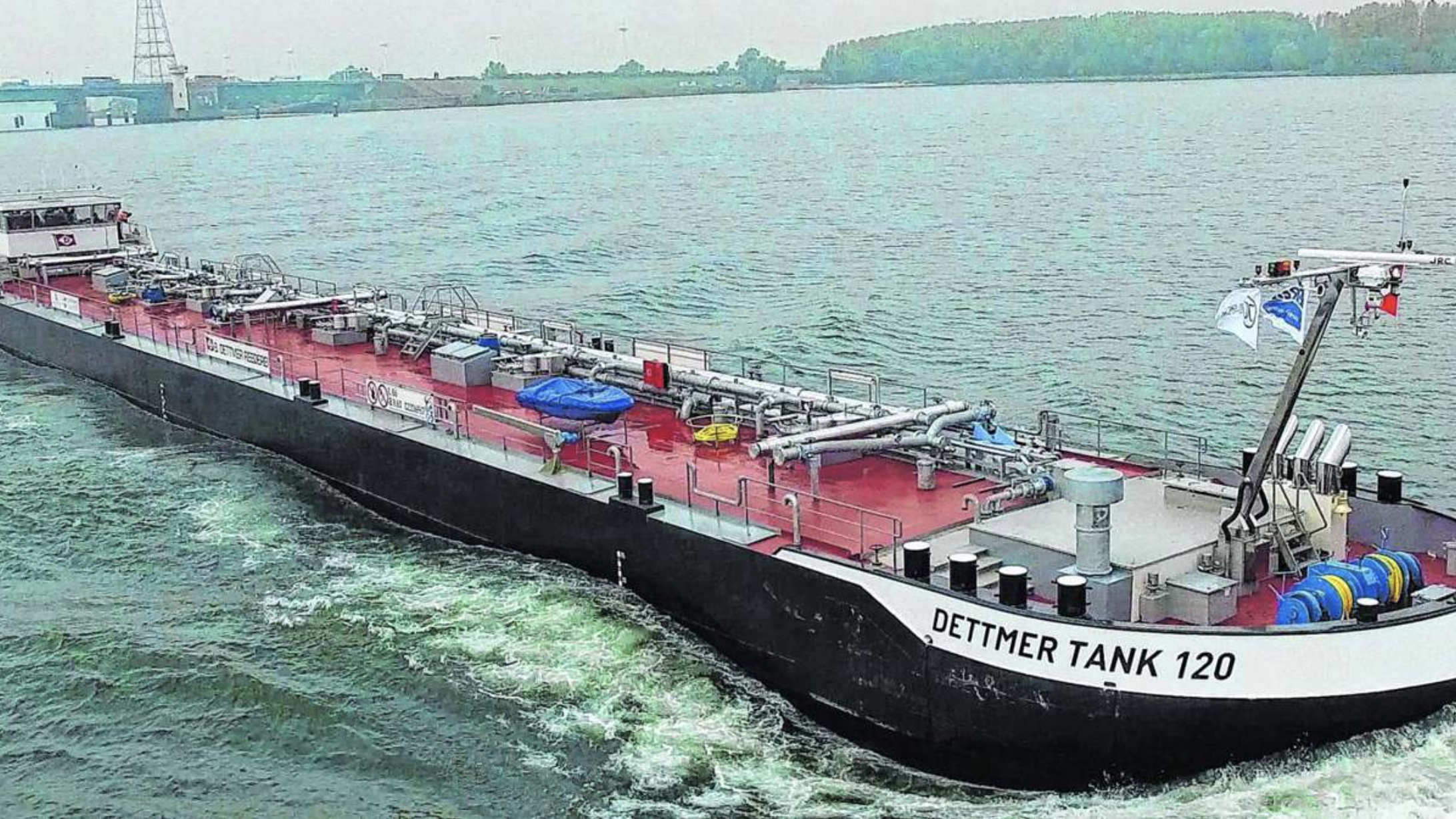
Dettmer Tank 120

Über die Firmen der Dettmer Group werden Trockengüter sowie flüssige Güter auf europäischen Wasserstraßen transportiert. Die B. Dettmer Reederei war in den 70er Jahren die größte familiengeführte Binnenschiffsreederei Europas. Mit einer eigenen Tankschiffflotte, die von ihren Abmessungen speziell auf das westeuropäische Kanalgebiet und den Elbeverkehr ausgerichtet ist, befördert die Reederei etwa Mineralöl oder chemische Güter. Dettmer betreibt mit der Dettmer Technik GmbH & Co. KG ein eigenes „Technik Center“ für die Wartung der Binnenschiffe in Lauenburg. Zur Flotte gehören hauptsächlich Doppelhüllenschiffe; sie sind meist 86 Meter lang und tragen in der Regel keine Namen, sondern sind durchnummeriert (Beispiel: Dettmer Tank 126). Mit dem Schiffahrtskontor Detra betreibt das Unternehmen eine Agentur für die Abfertigung von Seeschiffen. Der Fokus hier liegt in der Klarierung in den Weser- und Elbehäfen sowie Wilhelmshaven, Rostock, Stralsund und Wismar.

### Luftfahrt

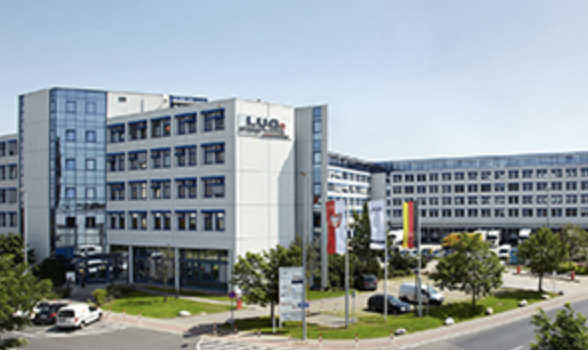
LUG-Zentrale Flughafen Frankfurt am Main

An den Flughäfen Frankfurt, München und Hamburg betreibt die Dettmer Group mit der Firma LUG Aircargo Logistikzentren für den Umschlag von Luftfracht. Am Flughafen Frankfurt sitzt das Unternehmen direkt am Vorfeld; im LUG-Gebäude befindet sich die zentrale Zollabfertigungsstelle für die CargoCity Süd. Zur LUG gehört ein Hochsicherheits-Wertfracht-Center; temperaturempfindliche Waren wie Pharmaprodukte oder Impfstoffe werden im „Health Care Center“ der LUG Aircargo umgeschlagen. Die Dettmer Group ist Mitbesitzer des Perishable Center Frankfurt, einem der größten Umschlagzentren der Welt für verderbliche Waren.
In Hamburg hat die LUG Aircargo ihren Sitz ebenfalls direkt am Vorfeld des Hamburger Flughafens; neben einem Wertzentrum gibt es Kühlräume für temperaturempfindliche Produkte aus dem Pharmabereich.
Mit der „Mainline“ betreibt die Dettmer Group zwischen dem Tanklager Gustavsburg und dem Frankfurter Flughafen eine 22,2 Kilometer lange Pipeline zur Versorgung des Flughafens mit Kerosin. Die Durchsatzkapazität der Leitung liegt bei maximal 2.300.000 m³ pro Jahr. Die Einlieferung in das Tanklager Gustavsburg erfolgt über die Pipeline der Rhein-Main-Rohrleitungstransportgesellschaft oder per Binnenschiff. Über den Streckenschieberschacht Bischofsheim ist der Transport von Kerosin direkt in das Tanklager möglich.

### Logistik
Dettmer Container Packing (DCP) bietet Dienstleistungen im Bereich Containerumschlag an den Standorten Bremen, Hamburg und Duisburg an. In Bremen betreibt Dettmer zudem das CPC Cargo Center. Seit 2020 gehört das Logistikunternehmen LS Cargo mit Sitz in Bremen, Waiblingen, Ratingen, Dubai, Prag, Jyväskylä, Gävle, Shanghai, St. Petersburg und Cleveland zur Dettmer Group. LS Cargo bietet Spezialtransporte für kompliziert zu transportierende Dinge auf der ganzen Welt an; dazu zählen etwa Kraftwerksteile, Tanks oder andere schwere Gegenstände.
1983 gründete Dettmer die Main-Donau-Umschlags und Transport GmbH (MDU) in Nürnberg; das Unternehmen ist spezialisiert auf den Transport von mineralischen und nicht-mineralischen Gütern, etwa Rohstoffe, Stäube, Salze und Gefahrgüter auf der Straße, dem Wasser- sowie dem Schienenweg. Zum Unternehmen gehören außerdem ein eigener Fuhrpark mit 95 Fahrzeugen.

### Schienenverkehr

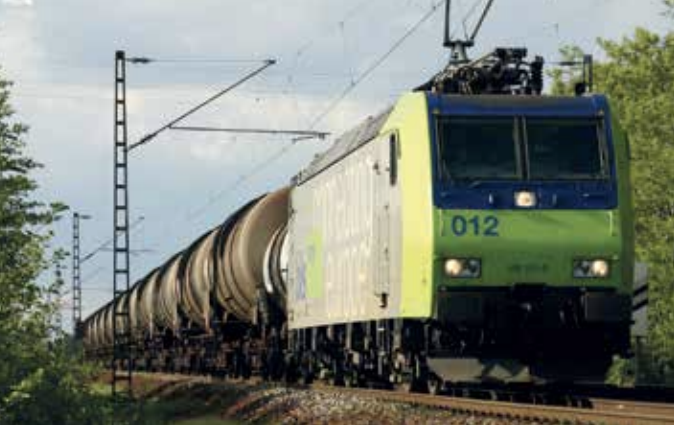
Dettmer Rail

Dettmer Rail transportiert flüssige Gefahrgüter innerhalb von Europa sowohl im Ganzzug- als auch im Einzelwagenverkehr. Der Hauptsitz der Schienensparte befindet sich in Hamburg, eine weitere Niederlassung ist im ungarischen Budapest.

### Recycling

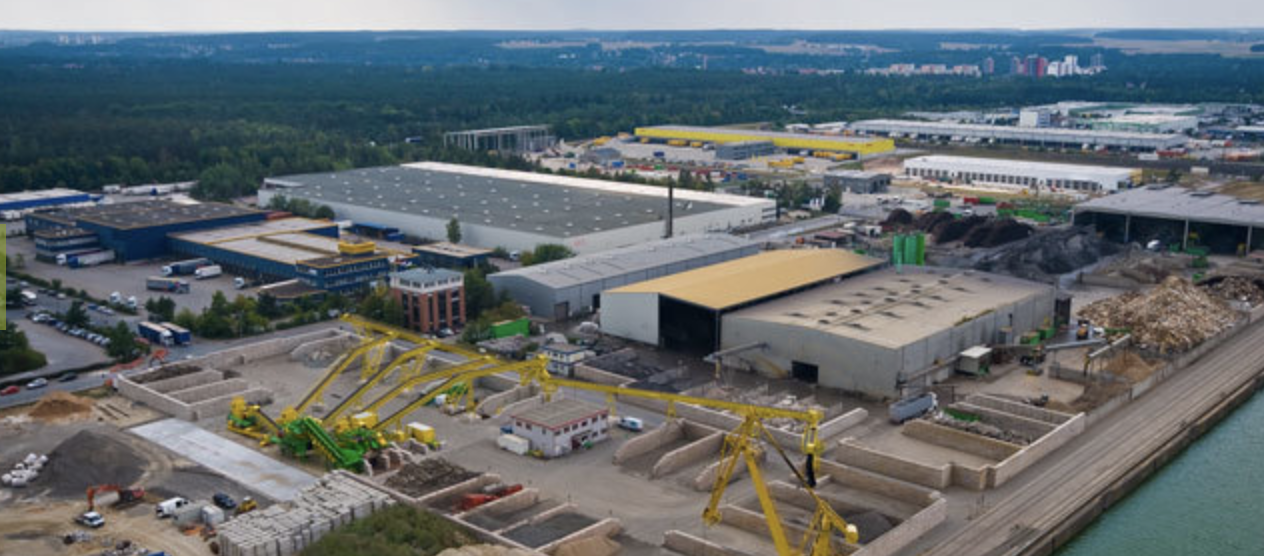
Dettmer-Group-Tochter Grüne Engel in Nürnberg

Unter dem Namen „Die Grünen Engel“, einem Zusammenschluss von sechs zur Dettmer Group gehörenden Unternehmen der Entsorgungsbranche, bietet Dettmer Recycling-Dienstleistungen am Standort im Nürnberger Hafen an. Auf 130.000 m² befinden sich neun Aufbereitungsanlagen. Zum Unternehmen gehört ein eigener Containerservice. Neben Baustellenabfällen und Gewerbemüll kann Papier, Holz, Elektro- und Elektronikschrott, Schotter, künstliche Mineralfaserwolle oder Erdaushub am Standort entsorgt und aufbereitet werden.
Die Hamburger Dettmer-Tochter Jongen ist ein Spezialunternehmen für die Altöl-, Abwasser- und Abfallentsorgung von Schiffen im Hamburger Hafen. Für die Hamburger Umweltbehörde ist Jongen Partner bei der Bekämpfung von Ölunfällen und dem Havariemanagement im Hamburger Hafen. Zum Unternehmen gehört ein Spezialschiff zur Ölunfallbekämpfung, das für den Hamburger Hafen rund um die Uhr einsatzbereit vorgehalten wird. Es kommt auch bei anderen Einsätzen der Feuerwehr Hamburg zum Einsatz, etwa im Rahmen von Bränden. 2020 experimentierte Jongen mit einer Anlage zur Ballastwasseraufbereitung.
2022 kaufte die Dettmer Group das Unternehmen Purus Plastics. Das Unternehmen recycelt Kunststoffe und stellt daraus neue Produkte her, etwa begrünbare Bodengitter, Paletten oder Dachbegrünungs-Module.

### Tanklager

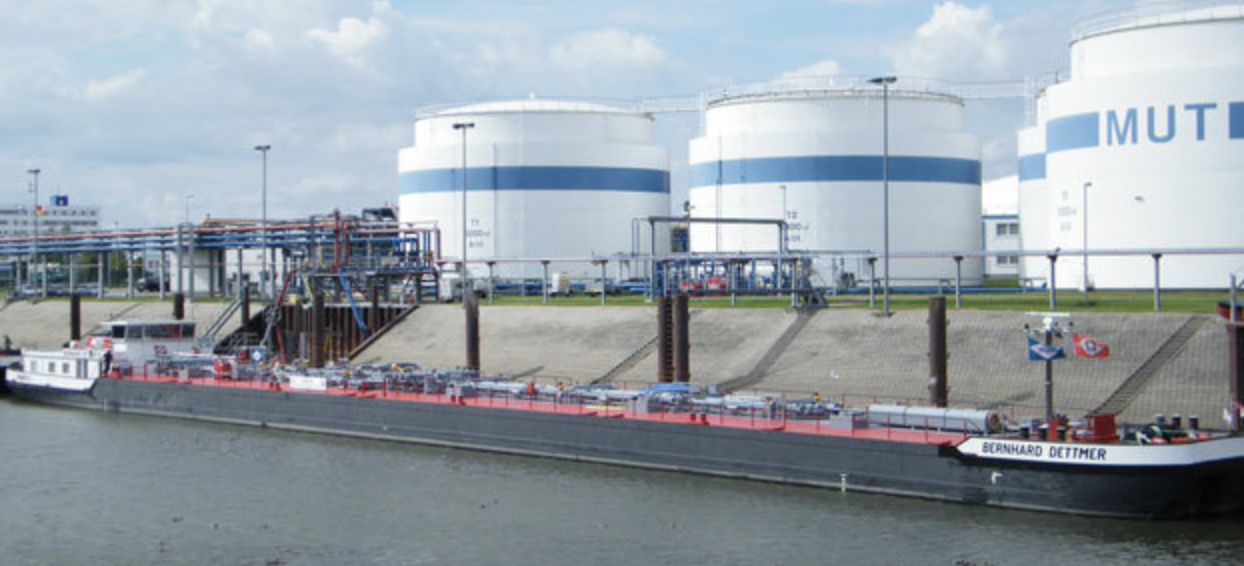
MUT-Tanklager in Magdeburg, Dettmer-Binnenschiff Bernhard Dettmer

In Magdeburg betreibt die Dettmer Group ein Tanklager mit einer Gesamtkapazität von 90.040 Kubikmetern. Neben Ottokraftstoffen werden Gasöle und alternative Kraftstoffe eingelagert und umgeschlagen. Das Terminal hat direkten Anschluss zum Schienenverkehr, zu Binnenschiff-Wasserstraßen und zu einem Tanklastwagen-Terminal. Die Anlage verfügt über eine Vapor Recovery Unit, welche Benzindämpfe verflüssigt sowie eine Solarstromanlage mit 800 Modulen.

## Personen der Firmengeschichte
- Bernhard Dettmer (Unternehmensgründer)
- Heiner Dettmer (CEO und Gesellschafter) (* 1950)
- Julia Dettmer (Gesellschafterin und Nachfolgerin; CEO Jongen GmbH) (* 1982)

## Trivia
Die Dettmer Group war Testimonial einer Kampagne der Hypovereinsbank im Jahr 2021. In Werbespots, Anzeigen-Kampagnen in überregionalen Tageszeitungen und Magazinen sowie auf Plakaten etwa an Flughäfen wurde Heiner Dettmer inmitten eines aus Recycling-Materialien hergestellten Bremer Roland dargestellt.